# Barcelona Open 2021
Il Barcelona Open 2021 è stato un torneo di tennis giocato sulla terra rossa. È stata la 68ª edizione del Torneo Godó, parte della categoria ATP Tour 500 nell'ambito dell'ATP Tour 2021. La competizione si è disputata al Real Club de Tenis Barcelona di Barcellona, in Spagna, dal 19 al 25 aprile 2021.

## Partecipanti

### Teste di serie
| Nazionalità | Giocatore             | Ranking* | Testa di serie |
| ----------- | --------------------- | -------- | -------------- |
| Spagna      | Rafael Nadal          | 3        | 1              |
| Grecia      | Stefanos Tsitsipas    | 5        | 2              |
| Russia      | Andrej Rublëv         | 8        | 3              |
| Argentina   | Diego Schwartzman     | 9        | 4              |
| Spagna      | Roberto Bautista Agut | 11       | 5              |
| Spagna      | Pablo Carreño Busta   | 12       | 6              |
| Canada      | Denis Shapovalov      | 13       | 7              |
| Belgio      | David Goffin          | 15       | 8              |
| Italia      | Fabio Fognini         | 18       | 9              |
| Canada      | Félix Auger-Aliassime | 21       | 10             |
| Italia      | Jannik Sinner         | 22       | 11             |
| Russia      | Karen Chačanov        | 23       | 12             |
| Cile        | Cristian Garín        | 24       | 13             |
| Australia   | Alex de Minaur        | 25       | 14             |
| Norvegia    | Casper Ruud           | 27       | 15             |
| Regno Unito | Daniel Evans          | 33       | 16             |
| Francia     | Adrian Mannarino      | 34       | 17             |

* Ranking al 12 aprile 2021.

### Altri partecipanti
I seguenti giocatori hanno ricevuto una wild card per il tabellone principale:
- Carlos Alcaraz
- Jaume Munar
- Lorenzo Musetti
- Andrej Rublëv

I seguenti giocatori sono entrati nel tabellone principale passando dalle qualificazioni:

- Bernabé Zapata Miralles
- Holger Rune
- Sumit Nagal
- Tallon Griekspoor
- Andrej Kuznecov
- Il'ja Ivaška

### Ritiri
Prima del torneo
- Jan-Lennard Struff → sostituito da  Gilles Simon
- Nick Kyrgios → sostituito da  Jo-Wilfried Tsonga
- Reilly Opelka → sostituito da  Pierre-Hugues Herbert

## Partecipanti doppio

### Teste di serie
| Nazionalità | Giocatore            | Nazionalità | Giocatore        | Ranking* | Testa di serie |
| ----------- | -------------------- | ----------- | ---------------- | -------- | -------------- |
| Colombia    | Juan Sebastián Cabal | Colombia    | Robert Farah     | 5        | 1              |
| Spagna      | Marcel Granollers    | Argentina   | Horacio Zeballos | 20       | 2              |
| Stati Uniti | Rajeev Ram           | Regno Unito | Joe Salisbury    | 23       | 3              |
| Paesi Bassi | Wesley Koolhof       | Polonia     | Łukasz Kubot     | 26       | 4              |

* Ranking al 12 aprile 2021.

### Altri partecipanti
Le seguenti coppie di giocatori hanno ricevuto una wild card per il tabellone principale:
- Carlos Alcaraz /  Pablo Carreño Busta
- Feliciano López /  Marc López

La seguente coppia di giocatori sono entrati nel tabellone principale passando dalle qualificazioni:
- Adrian Mannarino /  Benoît Paire

### Ritiri
Prima del torneo
- Jamie Murray /  Bruno Soares →  Cristian Garín /  Guido Pella

## Punti e montepremi
| Torneo    | Torneo              | V       | F       | SF     | QF     | 3T     | 2T     | 1T     | Q  | Q2    | Q1    |
| Singolare | Punti               | 500     | 300     | 180    | 90     | 45     | 20     | 0      | 10 | 4     | 0     |
| Singolare | Premi in denaro (€) | 178.985 | 111.600 | 69.840 | 42.180 | 24.900 | 14.700 | 8.700  | –  | 3.960 | 2.100 |
| Doppio    | Punti               | 500     | 300     | 180    | 90     | –      | –      | 0      | –  | –     | –     |
| Doppio    | Premi in denaro (€) | 58.500  | 39.300  | 26.100 | 17.100 | –      | –      | 10.800 | –  | –     | –     |

## Campioni

### Singolare
Rafael Nadal ha sconfitto in finale  Stefanos Tsitsipas con il punteggio di 6-4, 6(6)–7, 7-5.
- È l'ottantasettesimo titolo in carriera per Nadal, il primo della stagione.

### Doppio
Juan Sebastián Cabal /  Robert Farah hanno sconfitto in finale  Kevin Krawietz /  Horia Tecău con il punteggio di 6-4, 6-2.